# Kościół św. Mikołaja w Brudzewie
Kościół św. Mikołaja w Brudzewie – rzymskokatolicki kościół parafialny we wsi Brudzew, w powiecie tureckim. Mieści się przy Placu Wolności. Należy do dekanatu kościeleckiego.

## Historia, architektura i wyposażenie
Świątynia została zbudowana w stylu gotyckim w 1455 roku, dzięki staraniom Stanisława i Jana Jarandów, na miejscu poprzedniej, wzmiankowanej już w XIV stuleciu.
Zachodnia elewacja po przebudowie jest wzbogacona o szczyt barokowy. Na dwuspadowym dachu pokrytym dachówką jest umieszczona wieżyczka z sygnaturką. Dawne gotyckie okna i portal w czasie odbudowy zatraciły swoje cechy stylowe. Jednonawowe wnętrze zwieńczone jest wielokątnym prezbiterium o tej samej szerokości. Resztki starego sklepienia znajdują się w zakrystii (sklepienie krzyżowe) i skarbczyku (sklepienie beczkowe).
Ołtarze i ambona zostały wykonane w XVIII stuleciu. Najstarszymi zabytkami, które zachowały się do dziś są: gotycka kamienna chrzcielnica, barokowa monstrancja z 1688 roku ufundowana przez Wojciecha Radolińskiego oraz kielich z końca XVI stulecia.